# Holčíkovce
Holčíkovce (bis 1927 slowakisch „Holčikovce“; ungarisch Holcsík – bis 1907 Holcsikóc) ist eine Gemeinde im Osten der Slowakei mit 419 Einwohnern (Stand 31. Dezember 2024), die im Okres Vranov nad Topľou, einem Teil des Prešovský kraj, liegt.

## Geographie
Die Gemeinde befindet sich im Südteil der Niederen Beskiden im Bergland Ondavská vrchovina, im Tal des Baches Ondalík im Einzugsgebiet der Oľka und weiter der Ondava, östlich des Stausees Veľká Domaša. Das Ortszentrum liegt auf einer Höhe von 155 m n.m. und ist 24 Kilometer von Stropkov sowie 28 Kilometer von Vranov nad Topľou entfernt.
Zur Gemeinde gehört seit 1966 auch das Gemeindegebiet des ehemaligen Orts Veľká Domaša (bis 1927 slowakisch „Veľká Domáša“; ungarisch Nagydomása), der beim Bau der Stausees Veľká Domaša aufgegeben wurde. Heute befinden sich die Erholungsgebiete Poľany und Eva (südwestlich beziehungsweise westlich des Ortskerns) am orographisch linken Ufer des Stausees.
Nachbargemeinden sind Nová Kelča im Norden, Rafajovce und Košarovce im Nordosten, Girovce im Osten, Giglovce im Südosten und Süden, Malá Domaša im Südwesten und Kvakovce im Südwesten, Westen und Nordwesten.

## Geschichte

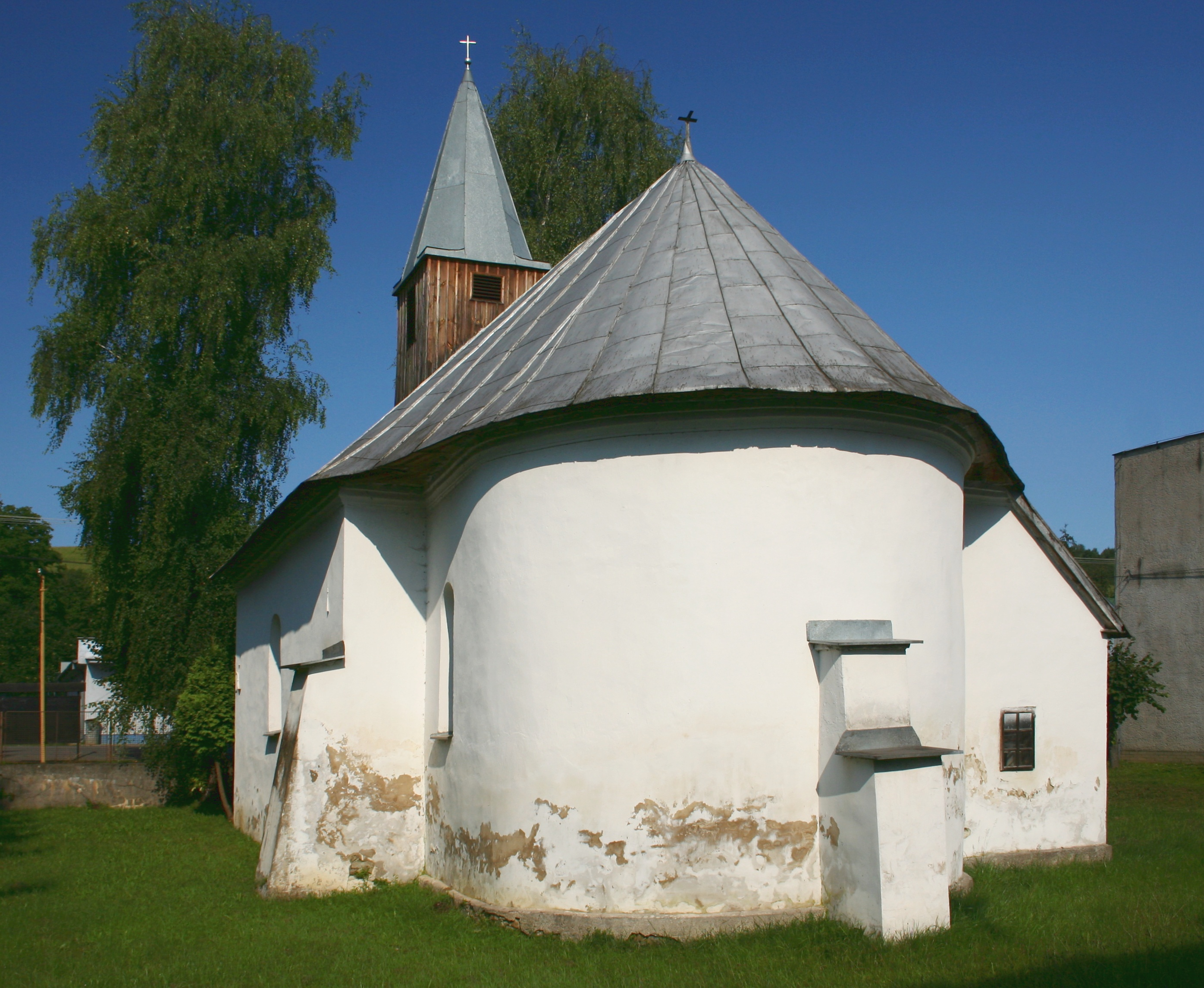
Alte Kirche

Holčíkovce wurde zum ersten Mal 1410 als Holchik beziehungsweise Holchyk schriftlich erwähnt, weitere historische Bezeichnungen sind unter anderen Halzyk (1430), Hoczikowcze (1773). Das Dorf war ursprünglich Teil der Herrschaft von Stropkov, 1591 war es Besitz des Geschlechts Rákóczi, gefolgt von den Familien Vécsey im 18. und Larisch im 19. Jahrhundert.
1715 gab es 10 verlassene und neun bewohnte Haushalte. 1787 hatte die Ortschaft 23 Häuser und 229 Einwohner, 1828 zählte man 27 Häuser und 202 Einwohner, die als Landwirte und Weber tätig waren.
Bis 1918 gehörte der im Komitat Semplin liegende Ort zum Königreich Ungarn und kam danach zur Tschechoslowakei beziehungsweise heute Slowakei. Auch in der Zeit der ersten tschechoslowakischen Republik verblieb die Bevölkerung bei traditionellen Einnahmequellen. Nach dem Zweiten Weltkrieg pendelte ein Teil der Einwohner zur Arbeit nach Humenné, Košice und Stropkov, die örtliche Einheitliche landwirtschaftliche Genossenschaft (Abk. JRD) wurde im Jahr 1948 gegründet.

## Bevölkerung
| Jahr                | 1994 | 2004 | 2014    | 2024    |
| ------------------- | ---- | ---- | ------- | ------- |
| Anzahl der Personen | 470  | 470  | 425     | 419     |
| Unterschied         |      | +0 % | −9,57 % | −1,41 % |

| Jahr                | 2023 | 2024    |
| ------------------- | ---- | ------- |
| Anzahl der Personen | 416  | 419     |
| Unterschied         |      | +0,72 % |

Nach der Volkszählung 2011 wohnten in Holčíkovce 445 Einwohner, davon 434 Slowaken, jeweils zwei Polen und Russinen und ein Serbe. Ein Einwohner gab eine andere Ethnie an und fünf Einwohner machten keine Angabe zur Ethnie.
398 Einwohner bekannten sich zur römisch-katholischen Kirche, 38 Einwohner zur griechisch-katholischen Kirche, zwei Einwohner zur orthodoxen Kirche und ein Einwohner zur Bahai-Religion. Ein Einwohner war konfessionslos und bei fünf Einwohnern wurde die Konfession nicht ermittelt.

## Bauwerke und Denkmäler

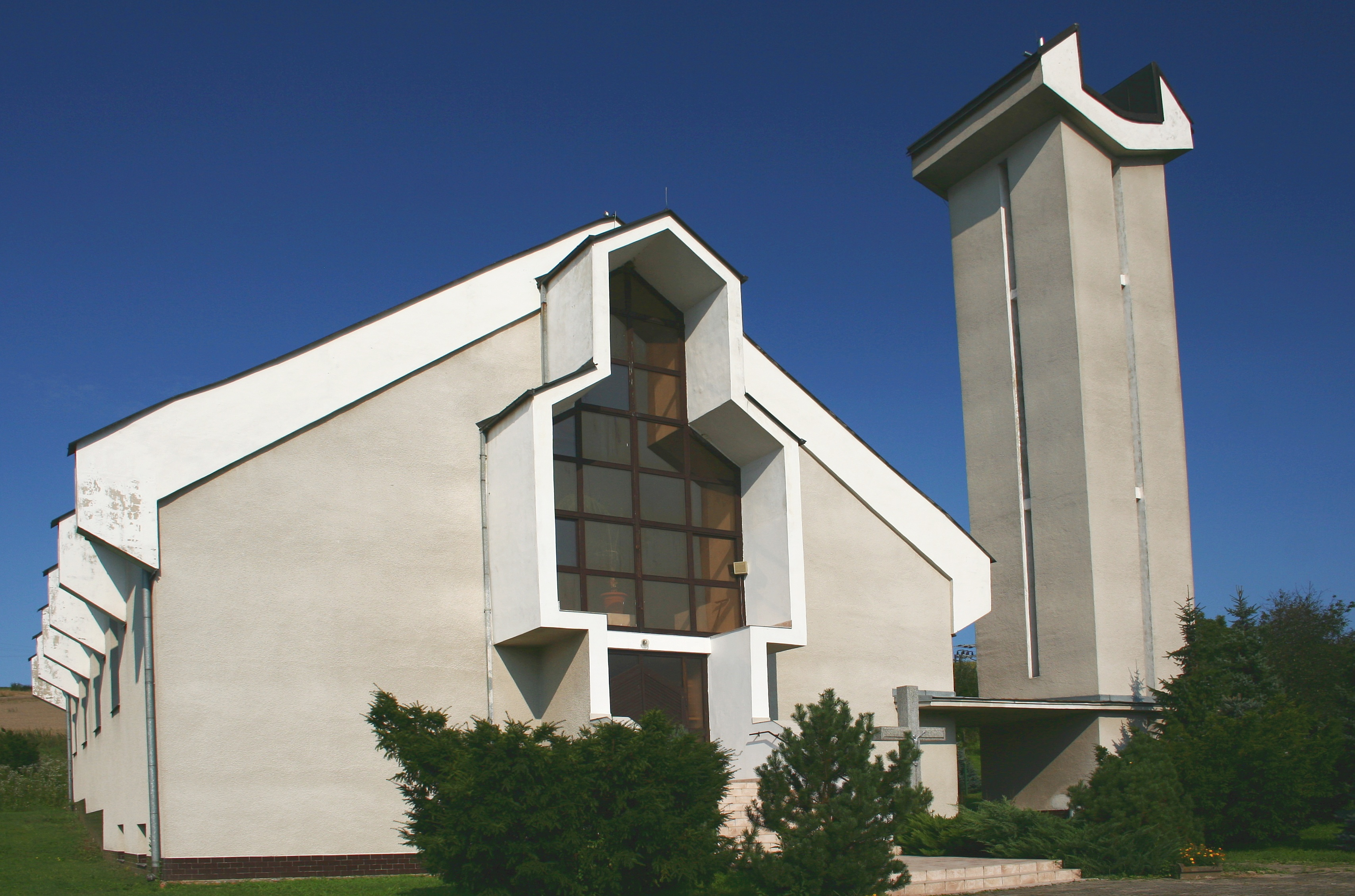
Moderne Kirche

- moderne römisch-katholische Kirche Maria de Mercede
- alte römisch-katholische Kirche

## Verkehr
Durch Holčíkovce führt die Cesta III. triedy 3629 („Straße 3. Ordnung“) von Jasenovce nach Ďapalovce, die sich im Ort mit der kurzen Cesta III. triedy 3634 als Verbindung zur Cesta I. triedy 15 („Straße 1. Ordnung“) kreuzt.